# Pier (luchthaven)

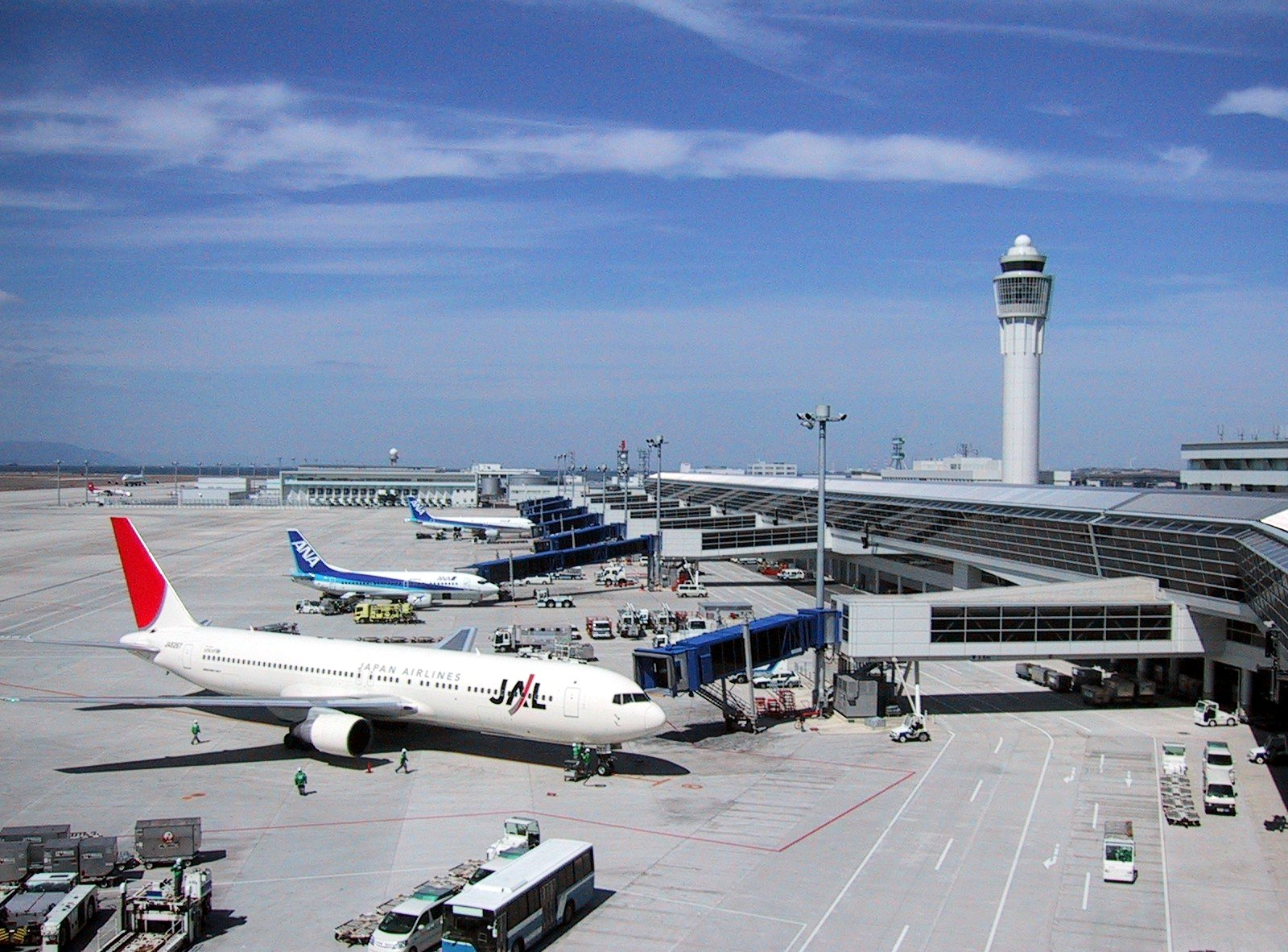
Pier op Nagoya Airport in Nagoya, Japan

Een pier is een uitgestrekt deel van de terminal op een luchthaven dat in directe verbinding staat met de terminal. In de pier bevindt zich een groot aantal gates, de vliegtuigen staan naast de pier geparkeerd aan een vliegtuigslurf.
Een pier heeft op grote luchthavens het voordeel dat de gates zich niet direct in de terminal bevinden, wat ruimte bespaart. Sommige pieren hebben twee verdiepingen, een voor vertrekkende passagiers en een voor aangekomen passagiers. Er bestaan pieren die zo groot en uitgestrekt zijn dat (net als in de grote terminals) er zich kleine winkels en eetgelegenheden bevinden.
Grote luchthavens hebben meestal meerdere pieren. Om aan te geven welke gate in welke pier bedoeld wordt, krijgt op Schiphol de pier een letter toegewezen en de individuele gate een cijfer. Voorbeeld: Gate D12 bevindt zich in pier D en is de 12e gate.
Aanvankelijk waren er drie pieren: van zuid naar noord A, B en C. Later werd er aan de noordkant uitgebreid en omdat de Engelse uitspraak van de letter A verwarring gaf, kregen de pieren nieuwe letters, vanaf B.